# Никарагуа на летних Олимпийских играх 2024
Олимпийская сборная Никарагуа на летних Олимпийских играх 2024 года была представлена 7 спортсменами в 6 видах спорта. Знаменосцами команды на церемонии открытия стали пловец Геральд Эрнандес и дзюдоистка Исайяна Маренко.

## Состав сборной
Академическая гребля
1. Эвиделия Гонсалес[исп.]

 Дзюдо
1. Исайяна Маренко[англ.]

 Лёгкая атлетика
1. Мария Кармона

 Плавание
1. Геральд Эрнандес
2. Мария Шуцмайер[англ.]

 Сёрфинг
1. Канделария Ресано

 Стрельба
1. Мариэль Лопес Павон

## Результаты соревнований

### Водные виды спорта

#### Плавание
На соревнования по плаванию на Олимпийских играх в Париже Никарагуа были выделены два универсальных места: Геральд Эрнандес и Мария Шуцмайер получили право представить свою страну в заплывах баттерфляем на 200 метров у мужчин и 100 метров у женщин соответственно.
Мужчины
| Спортсмен        | Дистанция         | Предварительный раунд | Предварительный раунд | Предварительный раунд | Полуфинал            | Полуфинал            | Полуфинал            | Финал                | Финал                |
| Спортсмен        | Дистанция         | Заплыв                | Результат             | Место                 | Заплыв               | Результат            | Место                | Результат            | Место                |
| ---------------- | ----------------- | --------------------- | --------------------- | --------------------- | -------------------- | -------------------- | -------------------- | -------------------- | -------------------- |
| Геральд Эрнандес | 200 м баттерфляем | 1                     | 2:06,80               | 27                    | завершил выступление | завершил выступление | завершил выступление | завершил выступление | завершил выступление |

Женщины
| Спортсмен      | Дистанция         | Предварительный раунд | Предварительный раунд | Предварительный раунд | Полуфинал             | Полуфинал             | Полуфинал             | Финал                 | Финал                 |
| Спортсмен      | Дистанция         | Заплыв                | Результат             | Место                 | Заплыв                | Результат             | Место                 | Результат             | Место                 |
| -------------- | ----------------- | --------------------- | --------------------- | --------------------- | --------------------- | --------------------- | --------------------- | --------------------- | --------------------- |
| Мария Шуцмайер | 100 м баттерфляем | 1                     | 1:03,18               | 30                    | завершила выступление | завершила выступление | завершила выступление | завершила выступление | завершила выступление |

### Дзюдо
Одно универсальное место для участия спортсмена Никарагуа в соревнованиях по дзюдо получила Исайяна Маренко.
Женщины
| Спортсмен       | Категория   | 1/32 финала        | 1/16 финала                    | 1/8 финала           | Четвертьфинал         | Полуфинал             | Утеш. поединки        | Финал / Матч за 3-е место | Финал / Матч за 3-е место |
| Спортсмен       | Категория   | Соперник Результат | Соперник Результат             | Соперник Результат   | Соперник Результат    | Соперник Результат    | Соперник Результат    | Соперник Результат        | Место                     |
| --------------- | ----------- | ------------------ | ------------------------------ | -------------------- | --------------------- | --------------------- | --------------------- | ------------------------- | ------------------------- |
| Исайяна Маренко | свыше 78 кг | не проводился      | · CANПортуондо-Исаси · В 10:00 | · BRAСоуза · П 00:10 | завершила выступление | завершила выступление | завершила выступление | завершила выступление     | завершила выступление     |

### Сёрфинг
Международная ассоциация сёрфинга предоставила одно из двух универсальных мест для участия в олимпийских соревнованиях по сёрфингу Канделарии Ресано.
Женщины
| Спортсмен         | Категория | 1 раунд | 1 раунд | 2 раунд                    | 3 раунд               | Четвертьфинал         | Полуфинал             | Финал / За 3 место    | Финал / За 3 место    |
| Спортсмен         | Категория | Счёт    | Место   | Соперник Результат         | Соперник Результат    | Соперник Результат    | Соперник Результат    | Соперник Результат    | Место                 |
| ----------------- | --------- | ------- | ------- | -------------------------- | --------------------- | --------------------- | --------------------- | --------------------- | --------------------- |
| Канделария Ресано | женщины   | 9,43    | 3 R2    | BRAВестон-Вебб П 3,30:9,50 | завершила выступление | завершила выступление | завершила выступление | завершила выступление | завершила выступление |

### Стрельба
Одно универсальное место для участия спортсмена Никарагуа в соревнованиях по стрельбе получила Мариэль Лопес Павон.
Женщины
| Спортсмен           | Соревнование                  | Квалификация | Квалификация | Полуфинал     | Полуфинал     | Финал                 | Финал                 |
| Спортсмен           | Соревнование                  | Результат    | Место        | Результат     | Место         | Соперник/ Результат   | Место                 |
| ------------------- | ----------------------------- | ------------ | ------------ | ------------- | ------------- | --------------------- | --------------------- |
| Мариэль Лопес Павон | пневматическая винтовка, 10 м | 617,5        | 41           | не проводится | не проводится | завершила выступление | завершила выступление |